# Magic (canción de Coldplay)
«Magic» —en español: «Magia»— es el primer sencillo del sexto álbum de estudio, Ghost Stories, de la banda Coldplay. Fue lanzado de manera oficial el 3 de marzo de 2014 y escrito por los miembros del cuarteto como la segunda pista de su nuevo disco.

## Producción
La producción y desarrollo de la canción estuvieron a cargo de la misma banda en compañía de Paul Epworth, Rik Simpson y Daniel Green, que fue grabada en los estudios "The Bakery" y "The Beehive" (hechos para el grupo en la realización del disco) en Londres, Inglaterra por parte de la discográfica Parlophone y Warner Music Group. Aunque dichos estudios de grabación fueron originalmente escogidos para sus anteriores trabajos, Viva la Vida or Death and All His Friends de 2008 y Mylo Xyloto de 2011, respectivamente.

## Lanzamiento
Los rumores sobre la posible salida a la luz del nuevo sencillo de Coldplay estaban marcando a mayo como el mes de su estreno, sin embargo, esto fue descartado ya que el 3 de marzo finalmente saldría dicha canción. Pero, los rumores no cedían y también decían que el actor estadounidense Peter Fonda y Jonas Åkerlund (conocido director de vídeos musicales pertenecientes a grupos como U2, Metallica, Ozzy Osbourne y Paul McCartney entre otros) estarían dentro del proyecto para la producción del vídeo que comenzaría a rodarse. Aunque, poco después esta noticia sería confirmada desde su fecha de publicación en un portal sueco de nombre "Sydsvenska" por la publicación del propio vídeo musical para el 7 de abril.
Por otra parte, a pesar del estreno del actual sencillo como el segundo del álbum de Midnight (ya que fue lanzado el 19 de abril), días antes de la aparición de Magic, la canción es el primero en cuestión de salida pues el anterior solamente le fue publicado su vídeo musical pero sin estar planeado como dicho sencillo.
Aun así el éxito de la pista trajo de nuevo popularidad a Coldplay, pues, todavía sin haber contado con su propio vídeo musical, Magic fue la nueva propuesta de música de la banda. Más adelante, aparecería su vídeo musical.

## Vídeo musical

### Producción y desarrollo
El 7 de abril Magic había publicado finalmente su vídeo musical.
Antes de esto, la noticia de que el vídeo estaba en curso fue dada a conocer a través del sitio web sueco llamado "Sydsvenska". Aunque, dicha nota había mencionado que el actor estadounidense Peter Fonda estaría dentro del proyecto para la creación del mismo. Sin embargo, a pesar de eso el vídeo obtuvo críticas positivas llegando a contar con la participación de la exitosa actriz china que ha recobrado éxito internacionalmente, Zhang Ziyi.
El vídeo es un tributo a los largometrajes del cine mudo de los Años 20.
El mismo vídeo fue protagonizado por el vocalista de la banda, Chris Martin, interpretando al asistente Christophe y al marido ebrio Claude de la maga Cecile, interpretada por la actriz Zhang Ziyi.

## Recepción
Al parecer, la canción no ha dado una gran expectación e impacto a los críticos profesionales a lo que dijeron que no muestra un mayor crecimiento dentro de su sonido como lo fue su predecesor, Atlas, ya que mostraba el mismo ambiente que todas las pistas de su álbum anterior, Mylo Xyloto.

## Lista de canciones
| Descarga Digital |         |          |  |
| N.º              | Título  | Duración |  |
| 1.               | «Magic» | 4:44     |  |

| CD Promocional |                      |          |  |
| N.º            | Título               | Duración |  |
| 1.             | «Magic» (Radio Edit) | 4:18     |  |

## Personal
| Coldplay - Chris Martin - voz y guitarra acústica - Jonny Buckland - guitarra eléctrica - Guy Berryman - bajo - Will Champion - caja de ritmos Músicos adicionales - Paul Epworth - piano | Personal técnico - Paul Epworth - producción - Coldplay - producción - Rik Simpson - producción - Daniel Green - producción - Mila Fürstová - arte conceptual |

## Posicionamiento
| Lista (2014)                           | Posición más alta |
| -------------------------------------- | ----------------- |
| Australia (ARIA)                       | 5                 |
| Austria (Ö3 Austria Top 40)            | 22                |
| Bélgica (Flandes) (Ultratop 50)        | 9                 |
| Bélgica (Valonia) (Ultratop 50)        | 7                 |
| Brasil (Billboard Brasil Hot 100)      | 57                |
| Brasil Hot Pop Songs                   | 17                |
| Canadá (Canadian Hot 100)              | 13                |
| República Checa (Rádio Top 100)        | 8                 |
| Dinamarca (Tracklisten)                | 5                 |
| Finlandia (OFC)                        | 7                 |
| Francia (SNEP)                         | 6                 |
| Alemania (Media Control AG)            | 14                |
| Greece Digital Songs (Billboard)       | 5                 |
| Hungría (Rádiós Top 40)                | 37                |
| Hungría (Single Top 40)                | 7                 |
| Irlanda (IRMA)                         | 4                 |
| Israel (Media Forest)                  | 4                 |
| Italia (FIMI)                          | 2                 |
| Japón (Japan Hot 100)                  | 35                |
| Luxemburg Digital Songs (Billboard)    | 2                 |
| México Ingles Airplay (Billboard)      | 9                 |
| Países Bajos (Dutch Top 40)            | 2                 |
| Países Bajos (Mega Single Top 100)     | 2                 |
| Nueva Zelanda (Recorded Music NZ)      | 10                |
| Noruega (VG-lista)                     | 12                |
| Portugal Digital Songs (Billboard)     | 1                 |
| Rumanía (Romanian Top 100)             | 76                |
| Escocia (Scottish Singles Sales Chart) | 10                |
| Eslovaquia (Rádio Top 100)             | 32                |
| España (Top 100 Canciones)             | 3                 |
| Suecia (Sverigetopplistan)             | 21                |
| Suiza (Schweizer Hitparade)            | 7                 |
| Reino Unido (UK Singles Chart)         | 10                |
| Estados Unidos (Billboard Hot 100)     | 14                |
| Estados Unidos (Adult Top 40)          | 30                |
| Estados Unidos (Alternative Airplay)   | 6                 |
| Billboard Rock Songs                   | 3                 |

## Certificaciones
| País | Certificación | Ventas  |
| --- | ------------- | ------- |
| Australia (ARIA) | Oro           | 35 000^ |
| Canadá | Oro           | 40 000^ |
| Dinamarca (IFPI Dinamarca) | Oro           | 15.000  |
| Italia (FIMI) | Oro           | 15 000  |
| *las cifras de ventas sobre la base de la certificación por sí sola ^cifras de envíos sobre la base de la certificación por sí sola xcifras no especificadas sobre base de la certificación por sí sola |               |         |